# Phylloscartes gualaquizae
Phylloscartes gualaquizae е вид птица от семейство Tyrannidae. Видът е почти застрашен от изчезване.

## Разпространение
Видът е разпространен в Еквадор и Перу.